# Vaux-Villaine
Vaux-Villaine is een gemeente in het Franse departement Ardennes (regio Grand Est) en telt 192 inwoners (2021). De plaats maakt deel uit van het arrondissement Charleville-Mézières.

## Geografie
De oppervlakte van Vaux-Villaine bedraagt 10,0 km², de bevolkingsdichtheid is 18,6 inwoners per km².
De onderstaande kaart toont de ligging van Vaux-Villaine met de belangrijkste infrastructuur en aangrenzende gemeenten.

## Demografie
Onderstaande figuur toont het verloop van het inwonertal (bron: INSEE-tellingen).

Vanwege een beveiligingsprobleem met de MediaWiki Graph-software is het momenteel niet mogelijk deze grafiek weer te geven. Zodra de software is bijgewerkt zal de grafiek vanzelf weer zichtbaar worden.

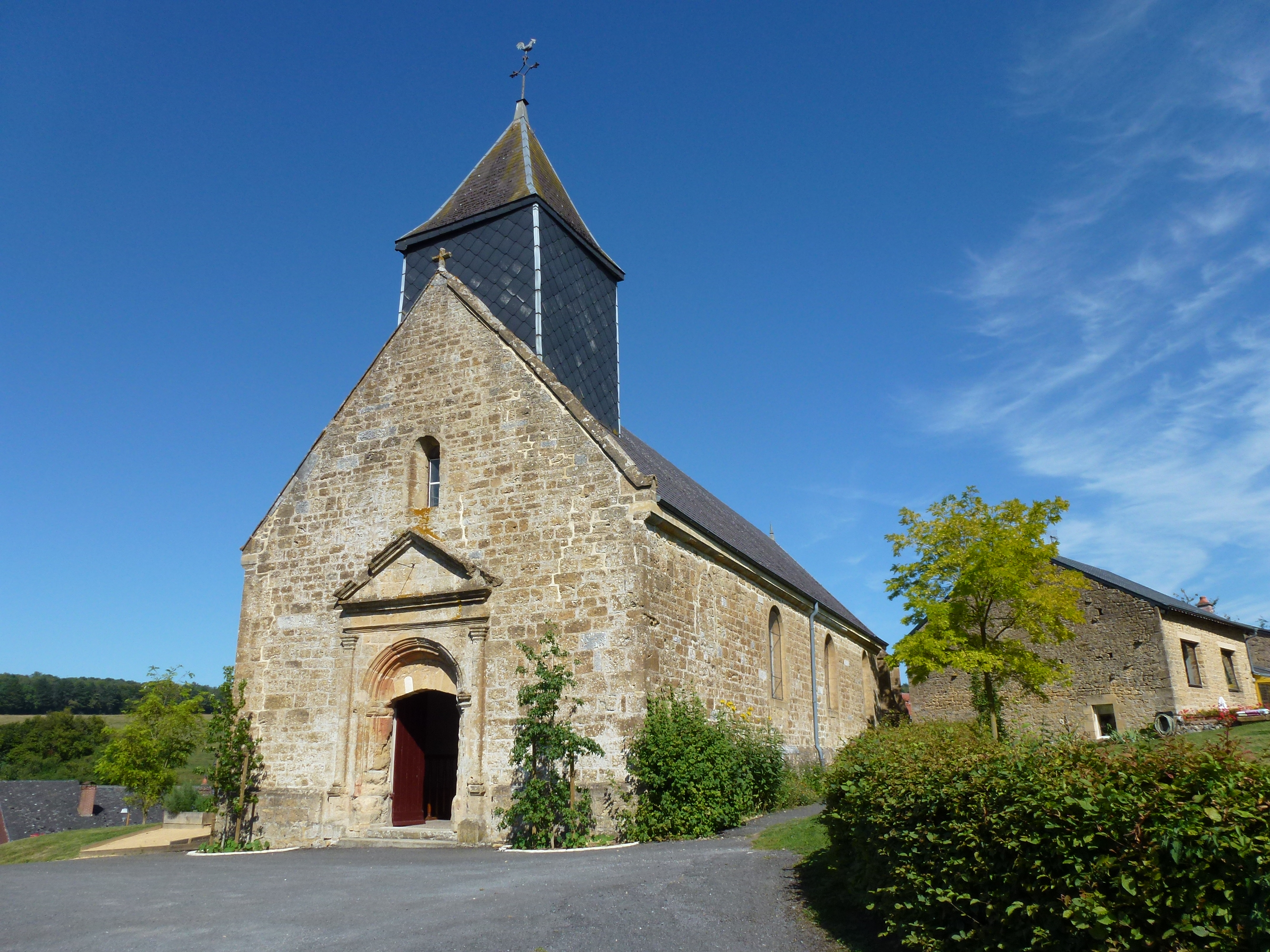
Kerk van Vaux
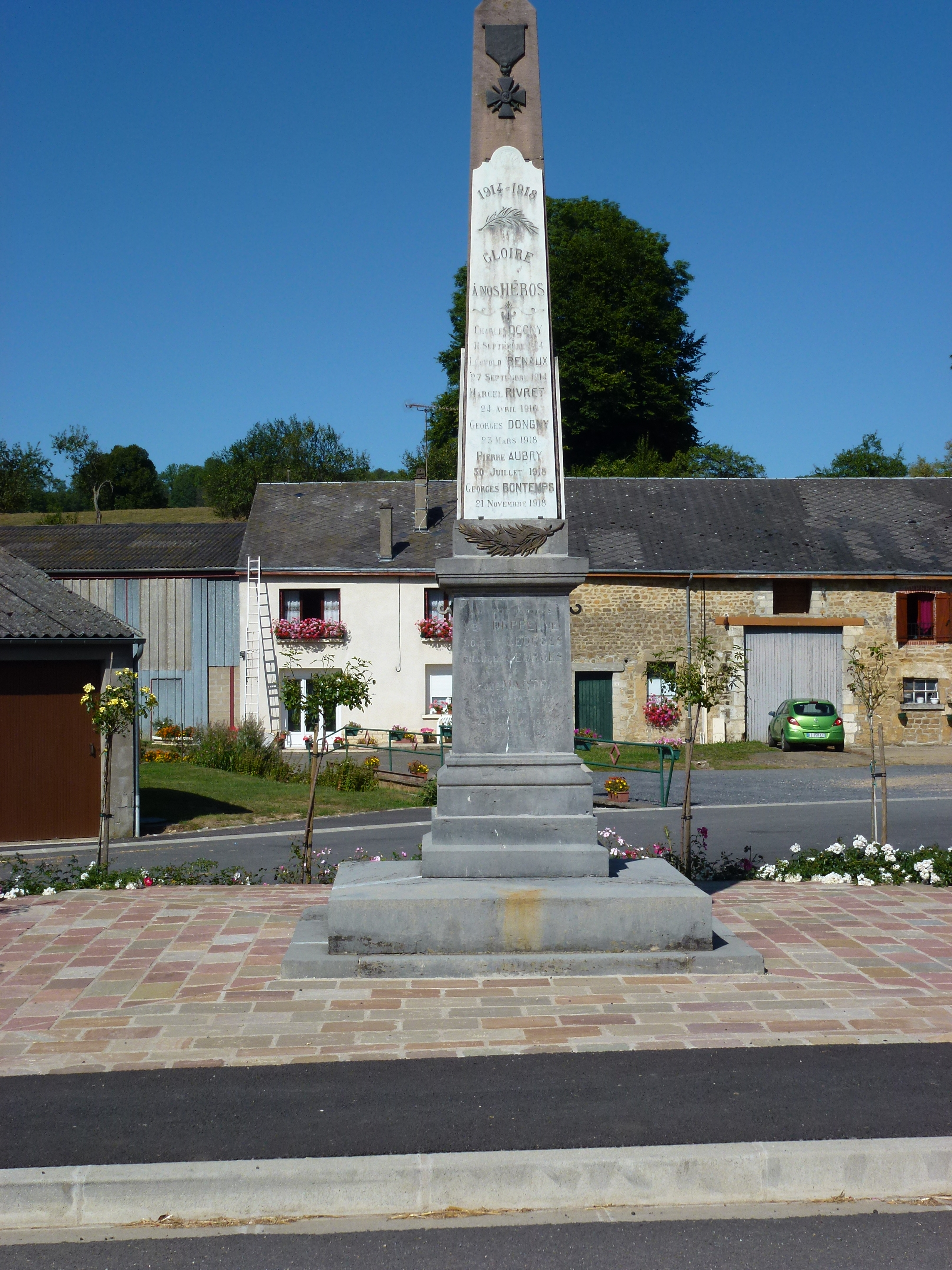
Oorlogsmonument in Vaux
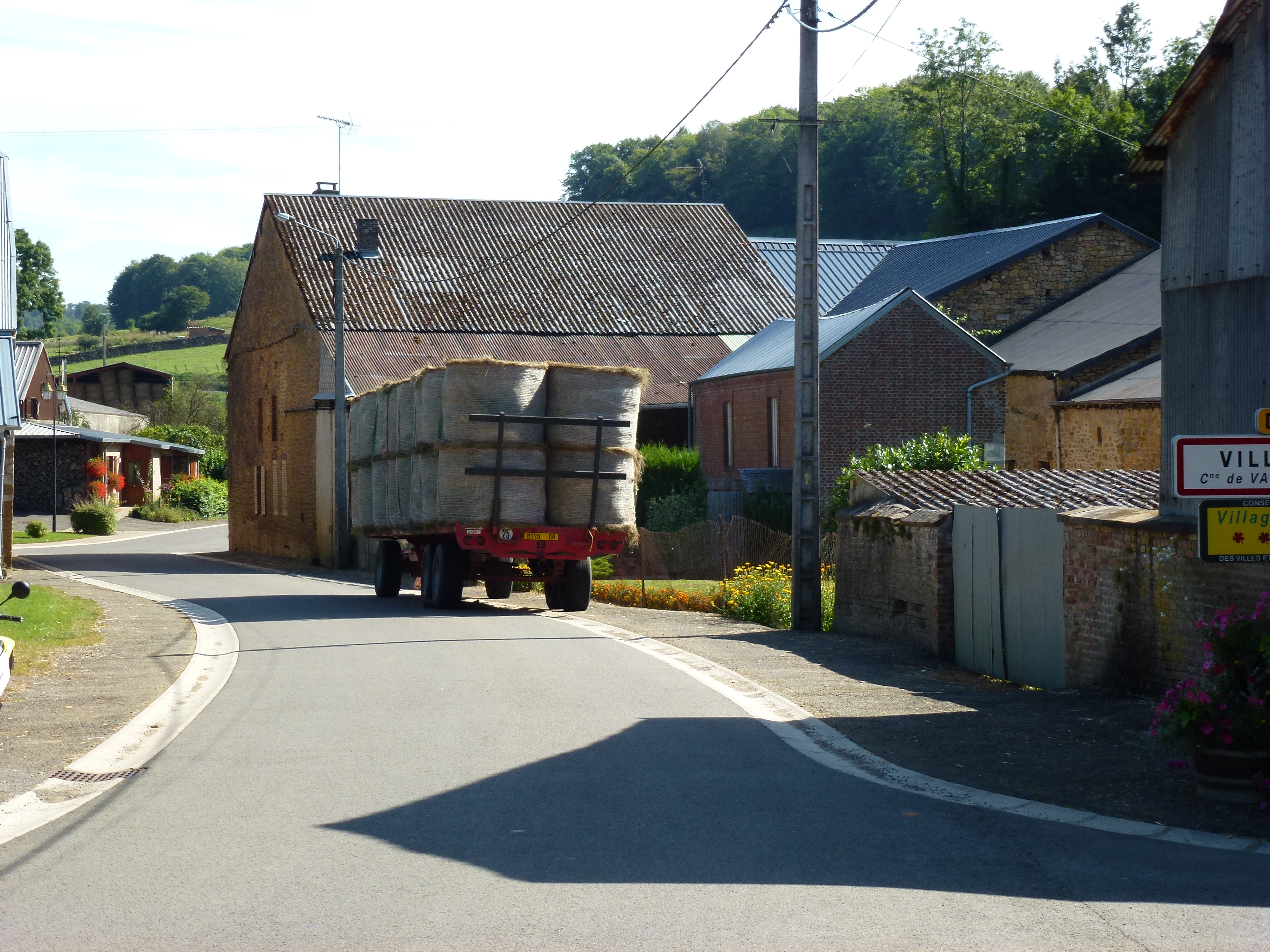
Hoofdstraat van Villaine
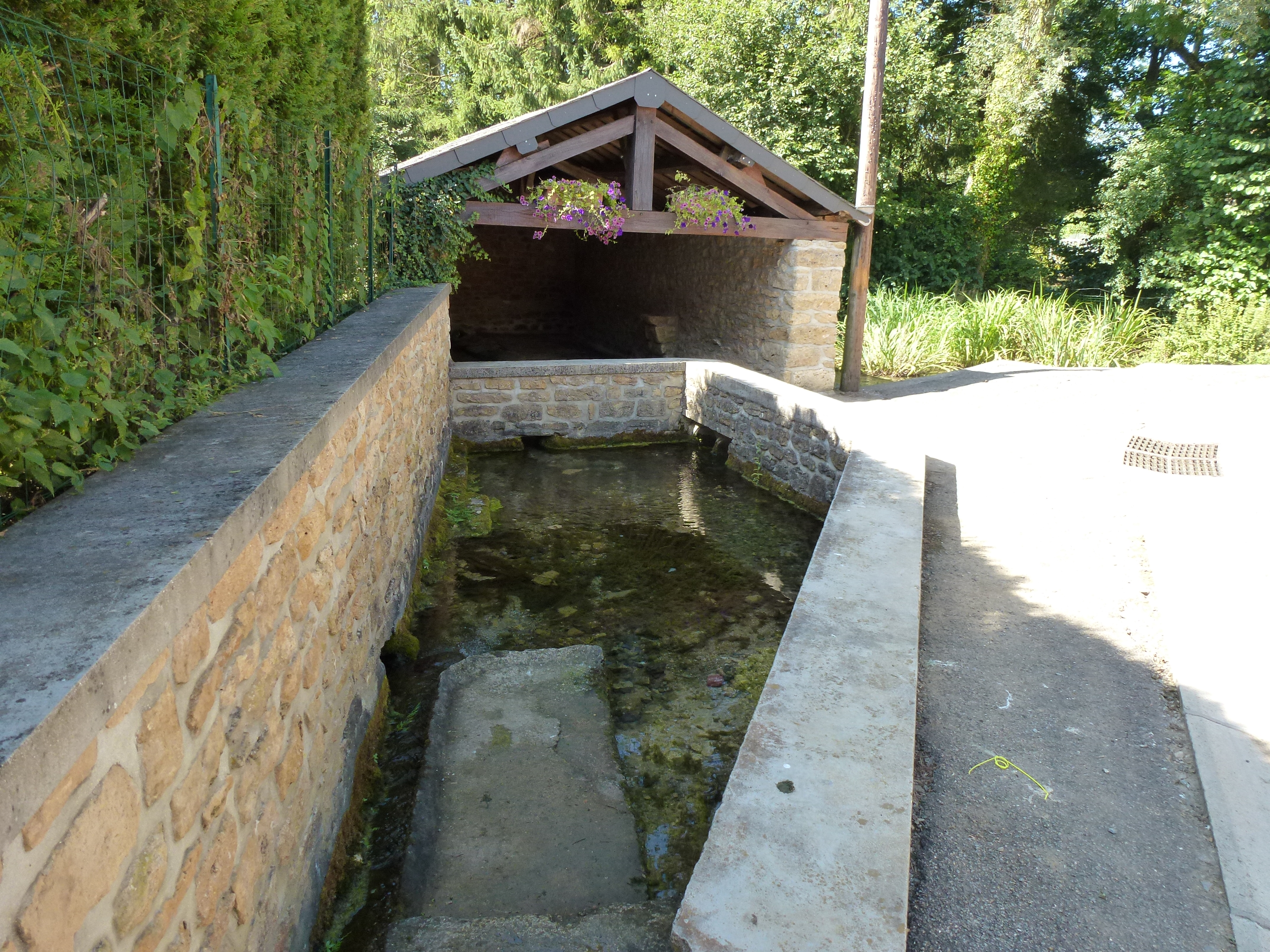
Washuisje in Villaine